# Rio Itacarambi
Rio Itacarambi är ett vattendrag i Brasilien.   Det ligger i delstaten Minas Gerais, i den östra delen av landet, 400 km öster om huvudstaden Brasília.
I omgivningarna runt Rio Itacarambi växer huvudsakligen savannskog. Runt Rio Itacarambi är det mycket glesbefolkat, med 4 invånare per kvadratkilometer.